# Gong Jin'ou
Gong Jin'ou (鞏金甌) a fost primul imn național al Chinei, adoptat în 1911 de dinastia Qing și a fost în vigoare până în 1912, când s-a proclamat Republica Chineză (1912-1949).

## Chineză
鞏金甌，(Gǒng jīn'ōu)
承天幬，(Chéng tiānchóu)
民物欣鳧藻，(Mínwù xīn fúzǎo)
喜同胞，(Xǐ tóngbāo)
淸時幸遭。(Qīng shí xìngzāo)
眞熈皞，(Zhēn xī hào)
帝國蒼穹保。(Dìguó cāngqióng bǎo)
天高高，(Tiān gāogāo)
海滔滔。(Hǎi tāotāo)

## Xiao'erjing
قوْ دٍعِوْ
،چعْ تِيًا چِوْ
،مٍوُ سٍ فُذوَْ
،سِ توْ پوَْ
.ٿٍْ شِ ٽٍْذَوْ
،جٍ سِ ھَوْ
.دِقُوَع ڞْاٿْو بَوْ
،تِيًا قَوْقَوْ
.ھَیْ تَوْتَوْ